# San Andrés Nicolás Bravo
San Andrés Nicolás Bravo är en ort i kommunen Malinalco i delstaten Mexiko i Mexiko. Samhället hade 1 619 invånare vid folkräkningen år 2020, och var kommunens fjärde största ort sett till befolkningsantal.